# Burcardo III de Suabia
Burcardo III (c. 915-11 o 12 de noviembre de 973) fue el conde de Thurgau y Zürichgau, Margrave de Recia, y luego duque de Suabia desde 954 hasta su muerte. 

## Biografía
Era hijo de Burcardo II y Regelinda. A una edad temprana en el asesinato de su padre en 926, fue enviado a Sajonia por su seguridad después de la adhesión del duque Herman I. 
En Sajonia, se casó presumiblemente con Wieltrud de la familia Immedinger. El segundo matrimonio fue en 954 con Eduviges, hija de Enrique I, duque de Baviera. Burcardo construyó la gran fortaleza en lo alto de Hohentwiel, y Eduviges fue la fundadora del monasterio de San Jorge allí, pero su matrimonio no tuvo hijos. 
Después de la rebelión del duque Liudolfo de Suabia, hijo del rey Otón I, en 954, el rey concedió el título ducal a Burcardo en un concilio general en Arnstadt. Burcardo fue un íntimo de Otón y su reina, Adelaida de Italia. A menudo estaba en la corte real y acompañó a Otón en su campaña contra los magiares y estuvo presente en la gran batalla de Lechfeld el 10 de agosto de 955. En 965, dirigió una tercera campaña contra Berengario II de Italia. En la batalla de Po el 25 de junio, Burcardo derrotó a los magnates locales Lombardos y restauró a Italia al control otoniano, incluso los principados italianos del sur fueron incluidos en 972. En 973, murió y fue enterrado en la capilla de San Erasmo en el monasterio en la isla de Reichenau, en el lago de Constanza. Fue sucedido por Otón, hijo de Liudolfo.

## Matrimonio y descendencia
Burcardo se casó dos veces. En el primer matrimonio (históricamente no asignable) con Wieltrud de la familia de Immedinger; tuvo los siguientes hijos: 
- Berta ∞ Waldered I de la familia de Immedinger
- Teodorico I de Wettin († 13 de julio 982), posible progenitor de la Casa de Wettin
- Burcardo IV de Hassegau (* antes de 950, † 13 de julio 982), el conde de Liesgau y Hassegau
- Herman
- Hamelrich

Sin embargo, este matrimonio y sus posibles hijos no pueden ser apoyados con fuentes científicas.
Es históricamente ocupado sólo el matrimonio de Burcardo en 954 con Eduviges (*939/940/945, † 26 de agosto 994); el matrimonio era probablemente sin hijos.